# 康塞勒 (新墨西哥州)
康塞勒（英語：Counselor）是位於美國新墨西哥州桑多瓦爾縣的非建制地區。

## 地理
康塞勒所處的海拔為高於海平面2142米（即7027英呎），而該地所採用的時區為UTC-7，即北美山地时区（MST）。同時該地設有夏令時間，為UTC-7調快一小時，即UTC-6（MDT）。